# Ekebergstjärnen (Hällefors socken, Västmanland, 663429-142283)
Ekebergstjärnen är en sjö i Hällefors kommun i Västmanland och ingår i Göta älvs huvudavrinningsområde.